# Diesten
Diesten est un village de la commune allemande de Bergen, dans l'arrondissement de Celle, Land de Basse-Saxe.

## Géographie
Diesten se trouve environ 19 km au nord de Celle, sur la route L 240 et la ligne de Celle à Soltau. La halte sur la dernière est fermé.

## Histoire
Diesten est mentionné pour la première fois en 1235 sous le nom de Dedestesen.
Diesten fusionne avec Bergen en janvier 1973.

## Source, notes et références
- (de) Cet article est partiellement ou en totalité issu de l’article de Wikipédia en allemand intitulé « Diesten » (voir la liste des auteurs).